# Kanton Sainte-Rose-2
Kanton Sainte-Rose-2 (francouzsky Canton de Sainte-Rose-2) je francouzský kanton v departementu Guadeloupe v regionu Guadeloupe. Tvoří ho část obce Sainte-Rose.